# تاداشي كاتاكورا
تاداشي كاتاكورا (باليابانية: 片倉衷؛ بالكانا: かたくら ただし) هو عسكري ياباني، ولد في 18 مايو 1898 في مياغي في اليابان، وتوفي في 23 يوليو 1991.